# Pálinka

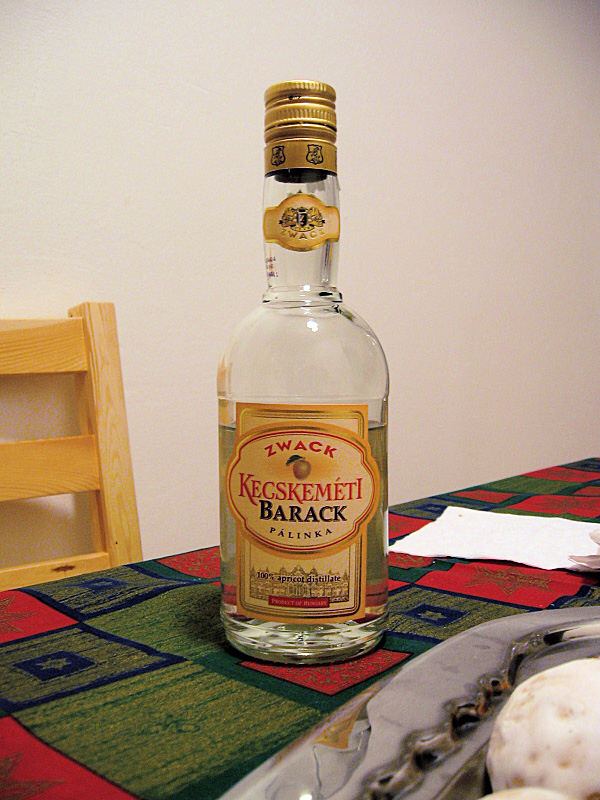
En flaska ungersk aprikos-pálinka.

Pálinka är en ungersk alkoholhaltig sprit gjord på destillerade jästa frukter.
De vanligaste frukterna man gör Pálinka på är päron, plommon, aprikos, äpple, körsbär och kvitten, men det går praktiskt taget att göra det med vilken frukt som helst. 2002 trädde en ny lag ikraft i EU, som bestämmer vad för drycker som får kallas Pálinka. Lagen föreskriver att det ska vara 100% fruktdestillation och minst 37,5 % alkoholhalt samt att alla ingredienser ska komma från Ungern.
Drycken har hundraåriga traditioner i Ungern. Förr kallades Pálinka för "de fattigas kaffe". På landet brukade man starta dagen med att äta ett äpple och ta ett glas Pálinka, innan man gick till dagens arbete. Pálinka ska drickas ur glas som är formade som tulpaner, och drickas långsamt. Den bör ha en temperatur på 18-20°C.
Pálinka får enligt tradition hemtillverkas i Ungern för privat bruk i reglerad mängd.